# Cleantiella strasseni
Cleantiella strasseni är en kräftdjursart som först beskrevs av Thielemann 1910.  Cleantiella strasseni ingår i släktet Cleantiella och familjen tånglöss. Inga underarter finns listade i Catalogue of Life.